# Michel Galabru
Michel Louis Edmond Galabru (Safi, 27 ottobre 1922 – Parigi, 4 gennaio 2016) è stato un attore francese.

## Biografia

Michel Galabru in Sono fotogenico (1980)

Nato in Marocco, era il figlio di Paul Galabru (1892-1988), ingegnere e professore all'École des Ponts ParisTech, e di Yvonne Payré (1895-1979).
Dopo aver conseguito la licenza liceale, Michel Galabru si trasferì a Parigi, entrando a far parte come contabile del Théâtre National Populair. Iscrittosi al Conservatoire national supérieur d'art dramatique, studiò recitazione con l'attore Denis d'Inès e, nel 1950, entrò a far parte della Comédie-Française, rimanendovi fino al 1957.
Galabru fece il suo debutto cinematografico nel 1949 con ruoli secondari, in film quali La Bataille du feu di Maurice de Canonge, e la commedia Io, mia moglie e la vacca (1951), ma durante i sette anni trascorsi presso la Comédie Française la sua attività cinematografica rimase saltuaria. Dall'inizio degli anni sessanta, pur continuando a recitare in teatro, si dedicò con maggiore frequenza al cinema, privilegiando il genere leggero e segnalandosi come uno dei più duttili attori comici francesi.
Spesso interprete di ruoli di supporto ai protagonisti, recitò con grande successo nella saga dedicata a I gendarmi di Saint-Tropez (1964-1982), una serie di commedie accanto a Louis de Funès e incentrate sulle avventure comiche di un gruppo di poliziotti, tra cui Tre gendarmi a New York (1965), La sua aria burbera, dai modi ostentati e seriosi, e il suo volto dalle gote cascanti gli consentirono caratterizzazioni particolarmente riuscite, come quella del deputato moralista Charrier ne Il vizietto (1978), con Ugo Tognazzi e Michel Serrault, personaggio che viene travolto dagli eventi fino a essere costretto alla fuga da un night per travestiti indossando vistosi abiti femminili.
Attore particolarmente prolifico, con oltre 150 ruoli in produzioni di ogni tipo, Galabru ebbe rare occasioni di imbattersi in registi-autori. Tra le eccezioni, la drammatica interpretazione dello squilibrato violentatore nel film Il giudice e l'assassino (1976), di Bertrand Tavernier, che gli consentì di vincere nel 1977 il Premio César per il migliore attore. Recitò in alcune occasioni in Italia: ne Il gatto (1978) di Luigi Comencini e in Sono fotogenico (1980) di Dino Risi, dove si cimentò in una caricatura del produttore Dino De Laurentiis.
Attivo anche in televisione, nell'ultima parte della sua carriera Galabru apparve sugli schermi nel ruolo del capo gallico Abraracourcix in Asterix & Obelix contro Cesare (1999) di Claude Zidi, e nella commedia Giù al Nord di Dany Boon, campione di incassi ai botteghini francesi nel 2008. È morto il 4 gennaio 2016, all'età di 93 anni. È stato sepolto presso il Cimitero di Montmartre.

## Filmografia
- La bataille du feu, regia di Maurice de Canonge (1949)
- Dernière heure, édition spéciale, regia di Maurice de Canonge, non accreditato (1949)
- Io, mia moglie e la vacca (Ma femme, ma vache et moi), regia di Jean-Devaivre (1952)
- Les lettres de mon moulin, regia di Marcel Pagnol (1954)
- Trois de la Canebière, regia di Maurice de Canonge (1956)
- Suivez-moi jeune homme, regia di Guy Lefranc (1958)
- La langue bien pendue, regia di Henri Champetier (1959) - cortometraggio
- L'increvable, regia di Jean Boyer (1959)
- Les affreux, regia di Marc Allégret (1959)
- Rififi fra le donne (Du rififi chez les femmes), regia di Alex Joffé, non accreditato (1959)
- Les mordus, regia di René Jolivet (1960)
- Le gattine (L'Eau à la bouche), regia di Jacques Doniol-Valcroze (1960)
- Les nouveaux aristocrates, regia di Francis Rigaud (1961)
- Amori celebri (Amours célèbres), episodio "Lauzun", regia di Michel Boisrond (1961)
- Quella sera sulla spiaggia (Un soir sur la plage), regia di Michel Boisrond (1961)
- La Fayette - Una spada per due bandiere (Lafayette), regia di Jean Dréville (1961)
- Il paladino della corte di Francia (La salamandre d'or), regia di Maurice Régamey (1962)
- Io... 2 ville e 4 scocciatori (Nous irons à Deauville), regia di Francis Rigaud (1962)
- Tartarin de Tarascon,regia di Francis Blanche (1962)
- La guerra dei bottoni (La guerre des boutons), regia di Yves Robert (1962)
- La croix et la bannière, regia di Philippe Ducrest (1962)
- Fumée, histoire et fantaisie, regia di Edouard Berne e François Villiers (1962) - cortometraggio
- Cucina al burro (La cuisine au beurre), regia di Gilles Grangier (1963)
- Il re e il monsignore (Le bon roi Dagobert), regia di Pierre Chevalier (1963)
- Le voyage à Biarritz, regia di Gilles Grangier (1963)
- Clémentine chérie, regia di Pierre Chevalier (1963)
- Les gorilles, regia di Jean Girault (1964)
- Le motorizzate, regia di Marino Girolami (1964)
- Ogni giorno nasce un fesso (Les pieds nickelés), regia di Jean-Claude Chambon (1964)
- Una ragazza a Saint-Tropez (Le gendarme de Saint-Tropez), regia di Jean Girault (1964)
- Les enquiquineurs, regia di Roland Quignon (1965)
- Tre gendarmi a New York (Le gendarme à New York), regia di Jean Girault (1965)
- Jacqueline e gli uomini (Moi et les hommes de 40 ans), regia di Jacques Ginoteau (1965)
- La bonne occase, regia di Michel Drach (1965)
- Les baratineurs, regia di Francis Rigaud (1965)
- Chi ha detto che c'è un limite a tutto? (Monsieur le Président Directeur Général (Appélez moi-maître)), regia di Jean Girault (1966)
- Pattuglia anti gang (Brigade antigangs), regia di Bernard Borderie (1966)
- La Bourse et la Vie, regia di Jean-Pierre Mocky (1966)
- Angelica alla corte del re (Angelique et le roi), regia di Bernard Borderie (1966)
- La sentinelle endormie, regia di Jean Dréville (1966)
- Vado in guerra a far quattrini (Le facteur s'en va-t-en guerre), regia di Claude Bernard-Aubert (1966)
- Samson père et fils, regia di Michel Autin (1966) - cortometraggio
- Si salvi chi può (Le petit baigneur), regia di Robert Dhéry (1967)
- Ces messieurs de la famille (1967)
- Calma ragazze, oggi mi sposo (Le gendarme se marie), regia di Jean Girault (1968)
- Le mois le plus beau, regia di Guy Blanc (1968)
- Un drôle de colonel, regia di Jean Girault (1968)
- La honte de la famille, regia di Richard Balducci (1969)
- Poussez pas grand-père dans les cactus, regia di Jean-Claude Dague (1969)
- Un merveilleux parfum d'oseille, regia di Rinaldo Bassi (1969)
- Aux frais de la princesse, regia di Roland Quignon (1969)
- Les gros malins, regia di Raymond Leboursier (1969)
- L'auvergnat et l'autobus, regia di Guy Lefranc (1969)
- 6 gendarmi in fuga (Le gendarme en balade), regia di Jean Girault (1970)
- Questo pazzo, pazzo maresciallo scassamazzo (Et qu'ça saute), regia di Guy Lefranc (1970)
- La coqueluche, regia di Christian-Paul Arrighi (1971)
- Un matto due matti tutti matti (La grande maffia...), regia di Philippe Clair (1971)
- Jo e il gazebo (Jo), regia di Jean Girault (1971)
- Les joyeux lurons, regia di Michel Gérard (1972)
- Rosamunda non parla... spara (Elle cause plus, elle flingue), regia di Michel Audiard (1972)
- Il vitalizio (Le viager), regia di Pierre Tchernia (1972)
- L'oeuf, regia di Jean Herman (1972)
- La dernière bourrée à Paris, regia di Raoul André (1973)
- Hai mai provato... in una valigia? (La valise), regia di Georges Lautner (1973)
- Cinque matti al supermercato (Le grand bazar), regia di Claude Zidi (1973)
- Le concierge, regia di Jean Girault (1973)
- Ah! Si mon moine voulait..., regia di Claude Pierson (1973)
- Anche i gangster mangiano lenticchie (La belle affaire), regia di Jacques Besnard (1973)
- Il grande bordello (Quelques messieurs trop tranquilles), regia di Georges Lautner (1973)
- Un lenzuolo non ha tasche (Un linceul n'a pas de poches), regia di Jean-Pierre Mocky (1974)
- C'est jeune et ça sait tout!, regia di Claude Mulot (1974)
- Y'a un os dans la moulinette, regia di Raoul André (1974)
- Par ici la monnaie, regia di Richard Balducci (1974)
- Due svedesi a Parigi (Deux grandes filles dans un pyjama), regia di Jean Girault (1974)
- Tre ramazze in fuori gioco (Le führer en folie), regia di Philippe Clair (1974)
- Indiscrezioni erotiche di un letto sadomaso (Le plumard en folie), regia di Jacques Lemoine e (non accreditato) Georges Combret (1974)
- Les vacanciers, regia di Michel Gérard (1974)
- Cari amici miei... (Les gaspards), regia di Pierre Tchernia (1974)
- Monsieur Balboss, regia di Jean Marbouef (1975)
- L'Ibis rouge, regia di Jean-Pierre Mocky (1975)
- L'affare della Sezione Speciale (Séction spéciale), regia di Costa-Gavras (1975)
- Soldat Duroc, ça va être ta fête!, regia di Michel Gérard (1975)
- L'intrépide, regia di Jean Girault (1975)
- Le chasseur de chez Maxim's, regia di Claude Vital (1976)
- Le Trouble-fesses, regia di Raoul Foulon (1976)
- Le grand fanfaron, regia di Philippe Clair (1976)
- La grande récré, regia di Claude Pierson (1976)
- Il giudice e l'assassino (Le juge et l'assassin), regia di Bertrand Tavernier (1976)
- Il gatto, regia di Luigi Comencini (1977)
- Le mille-pattes fait des claquettes, regia di Jean Girault (1977)
- L'amore in erba (L'amour en herbe), regia di Roger Andrieux (1977)
- Le maestro, regia di Claude Vital (1977)
- La nuit de Saint-Germain-des-Prés, regia di Bob Swaim (1977)
- Foto di gruppo con signora (Gruppenbild mit Dame), regia di Aleksandar Petrović (1977)
- Genre masculin, regia di Jean Marboeuf (1977)
- Le pion, regia di Christian Gion (1978)
- Il vizietto (La cage aux folles), regia di Édouard Molinaro (1978)
- L'amour en question, regia di André Cayatte (1978)
- L'horoscope, regia di Jean Girault (1978)
- Chaussette surprise, regia di Jean-François Davy (1978)
- Le beaujolais nouveau est arrivé, regia di Jean-Luc Voulfow (1978)
- Qu'il est joli garçon l'assassin de papa, regia di Michel Caputo (1979)
- Le gagnant, regia di Christian Gion (1979)
- La ville des silences, regia di Jean Marbouef (1979)
- Duos sur canapé, regia di Marc Camoletti (1979)
- Laisse-moi rêver, regia di Robert Ménégoz (1979)
- Tre per un delitto (Le mors aux dents), regia di Laurent Heynemann (1979)
- Ciao, les mecs, regia di Sergio Gobbi (1979)
- Poliziotto o canaglia (Flic ou voyou), regia di Georges Lautner (1979)
- Il gendarme e gli extraterrestri (Les gendarmes et les extra-terrestres), regia di Jean Girault (1979)
- Confidences pour confidences, regia di Pascal Thomas (1979)
- Il vizietto II (La cage aux folles II), regia di Édouard Molinaro (1980)
- Une merveilleuse journée, regia di Claude Vital (1980)
- Una settimana di vacanza (Une semaine de vacances), regia di Bertrand Tavernier (1980)
- I sottodotati (Les sous-doués), regia di Claude Zidi (1980)
- Car-Napping - Bestellt, geklaut, geliefert, regia di Wigbert Wicker (1980)
- Il piccione di piazza S. Marco (Le guignolo), regia di Georges Lautner (1980)
- L'Avare, regia di Jean Girault e Louis de Funès (1980)
- Tout dépend des filles..., regia di Pierre Fabre (1980)
- Sono fotogenico, regia di Dino Risi (1980)
- Si ma gueule vous plaît..., regia di Michel Caputi (1981)
- Les bidasses aux grandes manoeuvres, regia di Raphaël Delpard (1981)
- Codice d'onore (Le choix des armes), regia di Alain Corneau (1981)
- Non rompeteci (Le bahut va craquer), regia di Michel Nerval (1981)
- Signé Furax, regia di Marc Simenon (1981)
- Est-ce bien raisonnable?, regia di Georges Lautner (1981)
- Celles qu'on n'a pas eues, regia di Pascal Thomas (1981)
- Les fourberies de Scapin, regia di Roger Coggio (1981)
- Le Gendarme et les gendarmettes, regia di Tony Aboyantz e Jean Girault (1982)
- Les diplômés du dernier rang, regia di Christian Gion (1982)
- Le mele sono mature (On s'en fout... nous on s'aime), regia di Michel Gérard (1982)
- Y a-t-il un Français dans la salle?, regia di Jean-Pierre Mocky (1982)
- Salut... j'arrive!, regia di Gérard Poteau (1982)
- Te marre pas... c'est pour rire!, regia di Jacques Besnard (1982)
- Le bourgeois gentilhomme, regia di Roger Coggio (1982)
- Papy fait de la résistance, regia di Jean-Marie Poiré (1983)
- Vous habitez chez vos parents?, regia di Michel Fermaud (1983)
- On l'appelle Catastrophe, regia di Richard Balducci (1983)
- C'est facile et ça peut rapporter... 20 ans, regia di Jean Luret (1983)
- En cas de guerre mondiale, je file à l'étranger, regia di Jacques Ardouin (1983)
- L'estate assassina (L'été meurtier), regia di Jean Becker (1983)
- Sandy, regia di Michel Gérard (1983)
- T'es heureuse? Moi, toujours..., regia di Jean Marboeuf (1983)
- Le braconnier de Dieu, regia di Jean-Pierre Darras (1983)
- Du sel sur la peau, regia di Jean-Marie Desgèves (1984)
- Partenaires, regia di Claude d'Anna (1984)
- Réveillon chez Bob, regia di Denys Granier-Deferre (1984)
- Les fausses confidences, regia di Daniel Moosmann (1984)
- La triche, regia di Yannick Bellon (1984)
- Notre histoire, regia di Bertrand Blier (1984)
- Adam et Ève, regia di Jean Luret (1984)
- Du sel sur la peau, regia di Jean-Marie Degèsves (1984)
- Matrimonio con vizietto (Il vizietto III) (La cage aux folles III: "Elles" se marient"), regia di Georges Lautner (1985)
- Ne prends pas les poulets pour des pigeons (1985)
- Le facteur de Saint-Tropez, regia di Richard Balducci (1985)
- Monsieur de Pourceaugnac, regia di Michel Mitrani (1985)
- Subway, regia di Luc Besson (1985)
- Tranches de vie, regia di François Leterrier (1985)
- Telephone, (Le téléphone sonne toujours deux fois), regia di Jean-Pierre Vergne (1985)
- Kamikaze, regia di Didier Grousset (1986)
- Les frères Pétard, regia di Hervé Palud (1986)
- Io odio gli attori (Je hais les acteurs), regia di Gérard Krawczyk (1986)
- Suivez mon regard, regia di Jean Curtelin (1986)
- La bête noire, regia di Yves Benoît e Jean-Hugues Lime (1986) - Cortometraggio
- Un gendarme en Benidorm, regia di Tomás Aznar (1986)
- Cura la tua destra (Soigne ta droite), regia di Jean-Luc Godard (1987)
- Poule et frites, regia di Luis Rego (1987)
- Grand Guignol, regia di Jean Marboeuf (1987)
- La vie dissolue de Gérard Floque, regia di Georges Lautner (1987)
- Envoyez les violons, regia di Roger Andrieux (1988)
- La folle journée ou Le mariage de Figaro, regia di Roger Coggio (1989)
- L'invité surprise, regia di Georges Lautner (1989)
- Sans défense, regia di Michel Nerval (1989)
- Uranus, regia di Claude Berri (1990)
- Feu sur le candidat, regia di Agnès Delarive (1990)
- Le provincial, regia di Christian Gion (1990)
- Le silence d'ailleurs, regia di Guy Mouyal (1990)
- Le dénommé, regia di Jean-Claude Dague (1990)
- Le jour des rois, regia di Marie-Claude Treilhou (1991)
- Belle Époque, regia di Fernando Trueba (1992)
- Les eaux dormantes, regia di Jacques Tréfouel (1992)
- Room Service, regia di Georges Lautner (1992)
- Rainbow pour Rimbaud, regia di Jean Teulé (1996)
- Mon homme, regia di Bertrand Blier (1996)
- Le commando des pièces à trous, regia di Pierrot De Heusch (1997) - Cortometraggio
- Hors jeu, regia di Karim Dridi (1998)
- Que la lumière soit, regia di Arthur Joffé (1998)
- Les infortunes de la beauté, regia di John Lvoff (1999) - non accreditato
- Asterix & Obelix contro Cesare (Astérix & Obélix contre César), regia di Claude Zidi (1999)
- Actors (Les acteurs), regia di Bertrand Blier (2000)
- Les clefs de bagnole, regia di Laurent Baffie (2003)
- La profezia delle ranocchie (La prophétie des grenouilles), regia di Jacques-Rémy Girerd (2003)
- San Antonio (San-Antonio), regia di Frédéric Auburtin (2004)
- Nuit noire, regia di Daniel Colas (2004)
- The Magic Roundabout, solo voce (2005)
- Antonio Vivaldi, un prince à Venise, regia di Jean-Louis Guillermou (2006)
- Bouquet final, regia di Michel Delgado (2008)
- La jeune fille et les loups, regia di Gilles Legrand (2008)
- Giù al Nord (Bienvenue chez les Ch'tis), regia di Dany Boon (2008)
- L'étrange monsieur Trip (2009)
- Il piccolo Nicolas e i suoi genitori (Le petit Nicolas), regia di Laurent Tirard (2009)
- Cineman, regia di Yann Moix (2009)
- Mumu, regia di Joël Séria (2010)
- Un poison violent, regia di Katell Quillévéré (2010)
- La mémoire dans la chair, regia di Dominique Maillet (2012)
- Les invincibles, regia di Frédéric Berthe (2013)
- Ouvert la nuit, regia di Édouard Baer (2016)

## Doppiatori italiani
- Ferruccio Amendola in 6 gendarmi in fuga; Il gatto; Il piccione di piazza S. Marco
- Mario Maranzana in Il vizietto; Il vizietto II; Matrimonio con vizietto (Il vizietto III)
- Sergio Fiorentini in Poliziotto o canaglia; Sono fotogenico
- Antonio Guidi in Cinque matti al supermercato
- Sergio Graziani in Subway
- Bruno Alessandro in Asterix & Obelix contro Cesare; Giù al Nord
- Giorgio Piazza in Una ragazza a Saint-Tropez
- Sergio Tedesco in Tre gendarmi a New York, Calma ragazze, oggi mi sposo

## Doppiaggio
Come doppiatore è stato sostituito nella versione italiana da:
- Ricky Tognazzi in La profezia delle ranocchie

## Riconoscimenti
- Premio César
  - 1977 – Miglior attore per Il giudice e l'assassino